# واسودوان باسکاران
واسودوان باسکاران (انگلیسی: Vasudevan Baskaran؛ زادهٔ ۱۷ اوت ۱۹۵۰) بازیکن هاکی روی چمن اهل هند بود.
وی به‌همراه تیم ملی هاکی روی چمن مردان هند به قهرمانی بازی‌های المپیک تابستانی ۱۹۸۰ دست پیدا کرده‌است.